# Краденбах
Краденбах (нем. Kradenbach) — община в Германии, в земле Рейнланд-Пфальц. 
Входит в состав района Вульканайфель. Подчиняется управлению Даун.  Население составляет 157 человек (на 31 декабря 2010 года). Занимает площадь 1,73 км².